# إرفينغ فرنسيس وود
إرفينغ فرنسيس وود (بالإنجليزية: Irving Francis Wood)‏ هو عالم عقيدة أمريكي، ولد في 1861، وتوفي في 1934.